# 538 Friederike
538 Friederike là một tiểu hành tinh ở vành đai chính, thuộc nhóm tiểu hành tinh Hygiea. Nó được xếp loại tiểu hành tinh kiểu B.
Tiểu hành tinh này do Paul Götz phát hiện ngày 18.7.1904 ở Heidelberg và được đặt theo tên Friederike, người bạn của Paul Götz.